# Tahssen Abo el-Sadat
Tahssen Abo el-Sadat Bedyer (* 22. Mai 1976) ist ein ehemaliger ägyptischer Fußballschiedsrichterassistent.
Von 2011 bis 2021 stand Abo el-Sadat auf der Liste der FIFA-Schiedsrichter und war an der Spielleitung internationaler Fußballspiele beteiligt.
Abo el-Sadat wurde bei insgesamt drei Afrika-Cups eingesetzt. Beim Afrika-Cup 2015 in Äquatorialguinea, beim Afrika-Cup 2017 in Gabun und beim Afrika-Cup 2019 in Ägypten leitete er insgesamt sechs Spiele. Zudem war Abo el-Sadat unter anderem Schiedsrichterassistent in der CAF Champions League, in der afrikanischen WM-Qualifikation sowie bei diversen Qualifikations- und Freundschaftsspielen.
Im September 2021 hatte Abo el-Sadat seine letzten internationalen Spieleinsätze.